# Power to the People
"Power to the People" es una canción del músico británico John Lennon, publicada como sencillo el 12 de marzo de 1971.
Entró en las listas de éxitos el 20 de marzo de 1971, donde permaneció nueve semanas. Supuso el cuarto sencillo en la carrera musical de Lennon en solitario, y fue acreditado a John Lennon/The Plastic Ono Band, que en esta ocasión estaba formada por el propio Lennon, Klaus Voormann, Jim Gordon y Yōko Ono. Los coros están interpretados por Rosetta Hightower y cuarenta y cuatro voces. Phil Spector sería el encargado de producir el sencillo.
La cara B incluye el tema "Open Your Box" en el Reino Unido y "Touch Me" en Estados Unidos. Ambos están interpretados por Yōko Ono.

## Historia y grabación
Power to the People fue grabada en Ascot Sound Studios en Surrey durante las sesiones de grabación del álbum Imagine. El sencillo fue lanzado el 12 de marzo de 1971 en Reino Unido y el 22 de marzo en los Estados Unidos de América (aunque algunas fuentes datan el lanzamiento británico el 8 de marzo). La canción fue escrita por John Lennon en después de conceder una entrevista a Tariq Ali y Robin Blackburn publicada en Red Mole. 
Entró en las listas el 20 de marzo de 1971 y se mantuvo allí durante 9 semanas.